# Jutro będzie niebo
Jutro będzie niebo – polski film obyczajowy z 2001 roku w reżyserii Jarosława Marszewskiego.
Plenery: Sobótka, Dzierżoniów, Kotlina Kłodzka.

## Obsada
- Krzysztof Pieczyński – mężczyzna
- Aleksandra Hamkało – dziewczynka
- Rostislav Kuba – Czech, dostawca spirytusu
- Henryk Talar – Niemiec, odbiorca spirytusu
- Piotr Kaczkowski – głos prowadzącego nocną audycję
- Janusz Chabior – policjant
- Ryszard Ronczewski – rolnik
- Dariusz Majchrzak – sprzedawca
- Wojciech Kuliński – kierowca
- Mariusz Janiak – kościelny
- Józef Hamkało – policjant na stacji, głos "bezsennego" w radiu
- Andrzej Lorowski – gość pod kościołem
- Andrzej Nowicki – gość pod kościołem
- Roman Szczygielski – gość pod kościołem
- Beata Bilska – kobieta z rybą
- Leszek Wilczyński – kolejarz z trąbą
- Bogdan Grzeszczak – słuchacz w radiu; tylko głos
- Tomasz Orlicz – spiker dziennika w radiu; tylko głos
- Miłogost Reczek – głos policjanta w radiu